# Contea di Newport
La contea di Newport (in inglese Newport County) è una delle 5 contee del Rhode Island negli Stati Uniti d'America. Il suo capoluogo è Newport.

## Geografia fisica
La contea a nord ha un confine marittimo con la contea di Bristol, a nord ed a est confina con la contea di Bristol del Massachusetts, a sud si affaccia sullo stretto del Rhode Island, ad ovest ha un confine marittimo con le contee di Washington e di Kent.
La contea è costituita da un territorio pianeggiante. Solo la parte orientale è continentale; per il resto il territorio è costituito dalle isole di Aquidneck, Conanicut, Prudence e da isole minori che affiorano nella baia di Narragansett. La parte continentale è caratterizzata da numerosi laghi, i maggiori dei quali sono al confine con il Massachusetts. Le isole di Aquidneck e Conanicut sono collegate alla terraferma tramite ponti. La città principale è Newport posta sull'isola di Aquidneck nella baia di Narragansett.

## Storia
La contea fu costituita il 22 giugno 1703.

## Comuni

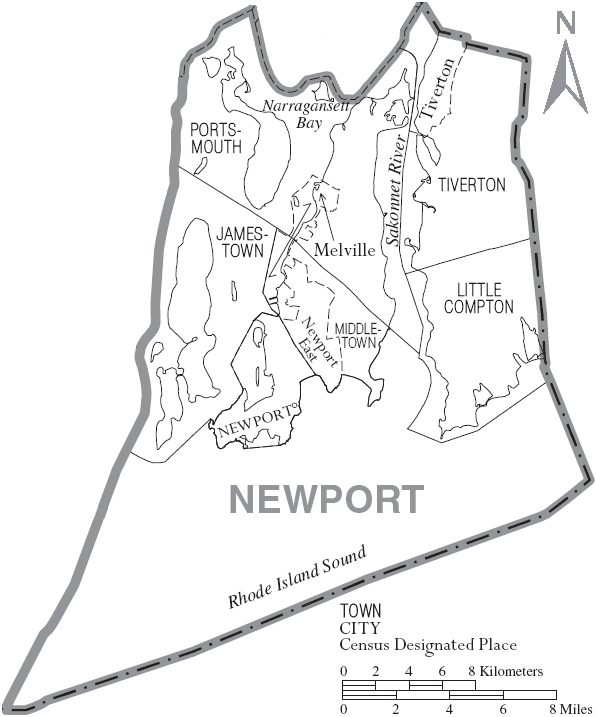
Cartina della Contea di Newport con la suddivisione in comuni (city e town) e i confini terrestri e marini.

La contea è suddivisa in sei comuni, dei quali cinque hanno lo status di town e uno solo, il capoluogo Newport, quello di city.
- Jamestown - town
- Little Compton - town
- Middletown - town
- Newport - city
- Portsmouth - town
- Tiverton - town

## Società

### Evoluzione demografica
Abitanti censiti